# Alfa Romeo 145
Alfa Romeo 145 var en modell i golfklassen som presenterades 1994. Den ersatte då, tillsammans med 146-modellen, Alfa Romeo 33. 145, liksom 146, baserades tekniskt på koncernkollegan Fiats Tipomodell. Modellen erbjöds endast i ett karosseriutförande, tredörrars halvkombi. Motorerna som erbjöds var på mellan 1,3 och 2,0 liters slagvolym, varav några var av boxertyp från Alfa 33, övriga var raka fyror från Fiat Bravo/Brava (modifierade). 
Modellen blev aldrig någon försäljningsframgång, vare sig i Sverige eller i resten av Europa och tillverkningen lades ned 2001 till förmån för 147-modellen.